# 列昂尼德·扎科夫斯基
列昂尼德·米哈伊洛维奇·扎科夫斯基（俄语：Леони́д Миха́йлович Зако́вский，1894年—1938年8月29日），苏联特务、内务人民委员部干部、一等国家保安委员。他是苏联大清洗的执行者之一，也是叶若夫的副手。

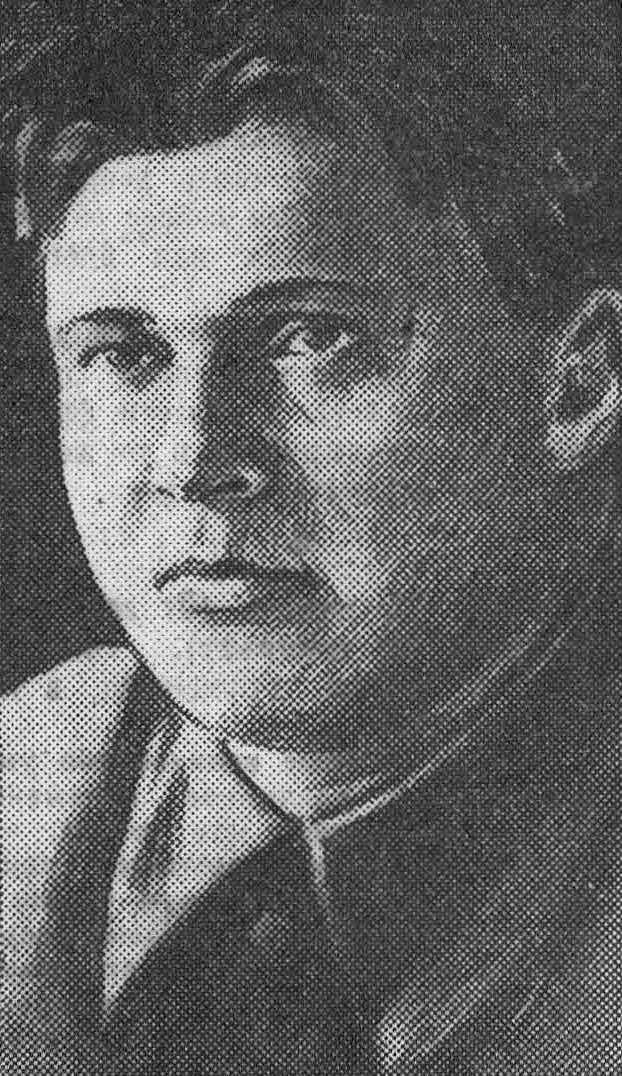
列昂尼德·扎科夫斯基

扎科夫斯基是拉脱维亚人，出生在拉脱维亚的库尔兰。他曾在利耶帕亚的私立学校读过两年书，1912年在利耶帕亚-纽约航线的船上担任水手和司炉工。1913年加入俄国社会民主工党，成为布尔什维克。1914年突然被捕流放。1917年回到圣彼得堡，逃避兵役。1917年，参加十月革命的暴动。同年12月秘密警察组织契卡成立，担任谍报人员，成为契卡的情报部长兼警备司令，指挥镇压阿斯特拉罕、萨拉托夫、喀山等地的叛乱。后任里海-高加索战线特别科科长、莫斯科-契卡通报班班长。1921年至1925年，担任国家政治保卫局（格别乌）的波多利亚及敖德萨科代表。1926年调任西伯利亚国家政治保卫局全权代表兼西伯利亚军管区特别科科长。1928年斯大林来西伯利亚时，负责其安保工作。1932年，调任白俄罗斯国家政治保卫局全权代表兼白俄罗斯军管区特别科科长。1934年7月，担任白俄罗斯苏维埃社会主义共和国内务人民委员。
基洛夫被暗杀之后，于1934年12月10日调任内务人民委员部列宁格勒州局长。1935年2月，按照中央命令执行大清洗，逮捕杀害达11,072人。1936年9月，内务人民委员雅戈达失势，大量特工被清洗。新上任的叶若夫将其调到自己麾下担任副手，使其免于受到清洗。1937年3月，他在中央委员会全会上内部告发原上司雅戈达及其心腹格奥尔基·莫尔恰诺夫，声称他们与托洛茨基-季诺维也夫反党集团勾结。
1937年担任苏联最高苏维埃代议员。他通过捏造罪名和贴标签，成功获得斯大林和叶若夫的信任，1938年1月19日升官为内务人民委员部副委员，兼任内务人民委员部莫斯科州局长，大权在握。1938年2月17日，在米哈伊尔·弗里诺夫斯基家的书房中毒杀了特工阿布拉姆·斯卢茨基。
1938年3月28日，他被解除内务人民委员部莫斯科州局长的职务。叶若夫调任水运部人民委员的八天之后，他在4月16日被解除了内务人民委员部副人民委员一职，调任古比雪夫水力发电所建设长。4月30日被逮捕，承认自己是德国与荷兰间谍，并曾秘密加入托派组织；但在审判过程中否认。1938年8月29日被判处死刑枪决。